# いさき玲衣
いさき 玲衣（いさき れい、1969年  - ）は、日本のライトノベル作家。男性。兵庫県出身。主に1990年中盤にゲーム作品のノベライズを中心に作品を発表した。

## 経歴・人物
代々木アニメーション学院卒業。小説家としてデビューするまでにアニメ制作スタッフ、電気屋の店員、マンガ専門店を経ている。
著作単行本の著者紹介では「ロック、ヘビメタ、ブルース、ポップス、その他諸々と片っ端から節操無く聞きまくる音楽マニア」と紹介されている。

## 作品リスト
- SAMURAIブレード しゃべくり妖刀道中記（ログアウト冒険文庫、デビュー作）
- ヴァンパイア Midnight flyer（ログアウト冒険文庫）
- ヴァンパイアハンター Midnight elegy（ログアウト冒険文庫）
- ザ・キング・オブ・ファイターズ'95（ログアウト冒険文庫）
- ストリートファイターII（ゲーメストZ文庫）
  1. ウルティメット・タワーズ
  2. ロンドン・クライシス
- 小説・サムライスピリッツ 斬紅郎無双剣（ファミ通ゲーム文庫）
- 真説サムライスピリッツ 武士道烈伝 天草編（ファミ通ゲーム文庫）
- 真説サムライスピリッツ 武士道烈伝 ミヅキ編（ファミ通ゲーム文庫）